# 温水站 (两江道)
溫水站（韓語：온수역）是朝鮮民主主義人民共和國两江道普天郡的一個鐵路車站，属于普天线。

## 邻近车站
普天线
內曲站 - 溫水站 - 大镇站